# 李俊锋
李俊锋（1977年6月17日—），原名李乐，男，中國大陸演员、體育廣告公司經營者、體育選手經紀人。出生於上海，原籍浙江省绍兴人，身高181cm，体重75公斤，毕业于中央戏剧学院97級表演系。父亲前乒坛国手、前中國国家体育总局副局长李富荣。
2000年出演電視劇《國球手》飾演林逸峰角色獲得好評，2003年出演電視劇《金粉世家》裡的欧阳于坚而廣為人知，2005年更以電視劇《汉武大帝》霍去病一角走紅，成為演出霍去病角色中最經典的一位。2003年與陈龙、李学庆、张丹峰、季晨被媒体称为内地五虎将。2008年淡出演藝圈，自己經營體育廣告公司並擔任體育選手經紀人。2007年主演的電視劇《浪击天涯》是淡出演藝圈前的最後代表作。

## 作品列表

### 电视剧作品
- 《浪击天涯》饰 吴天涯 (2007)
- 《风尘三侠之红拂女》饰 李世民 (2006)
- 《天若有情II》饰 李乐 (2006)
- 《汉武大帝》饰 霍去病 (2005)
- 《天若有情》饰 李乐 (2005)
- 《花妮妹妹》 饰 陈俊 (2003)
- 《金粉世家》饰 欧阳于坚 (2003)
- 《不说爱你》 饰 萧钧 (2002)
- 《国球手》 饰 林逸峰 (2000)
- 《大唐御使谢瑶环》 饰 李显 (1998)
- 《兩宮皇太后》 饰 载澄 (1987)